# Eudonia medinella
Eudonia medinella là một loài bướm đêm trong họ Crambidae.